# Сокол (хоккейный клуб, Новочебоксарск)
«Сокол» — российский молодёжный хоккейный клуб из Новочебоксарска (Чувашия), выступающий в первенстве Национальной молодёжной хоккейной лиги (с сезона 2020/2021).
С 1975 по 2016 год базирующийся в новочебоксарском ледовом дворце «Сокол» хоккейный клуб «Сокол» значился «взрослым» хоккейным клубом — командой мастеров.

## История

### Советские годы
Осенью 1974 года в Новочебоксарск приехал после службы двадцатисемилетний Владимир Лащёнов. Руководством ЧПО «Химпром» было дано «добро» на создание хоккейной команды и заявку её на первенство Чувашской АССР. Первым тренером команды «Юность» был назначен Лащенов, который приступил к формированию состава. Играла команда на коробке возле общежития на Парковой улице возле Ельниковской рощи Новочебоксарска. Базой стало рабочее общежитие, место в подвале рядом с душевой и сушилкой. Первые в своей истории матчи «Юность» проводила с чебоксарским «Текстильщиком». Перед началом нового сезона команда поменяла своё название — «Юность» стала «Соколом». «Сокол» — это позывные Андрияна Николаева — космонавта из Чувашской АССР. Официально принято считать, что клуб основан в 1975 году, в год переименования «Юности» в «Сокол». 
Три года потребовалось «Соколу», чтобы стать участником Чемпионата СССР в классе Б. Свои первые матчи на всесоюзной арене «Сокол» провел 26 и 27 ноября 1977 года в Воронеже с «Бураном». В тот год «Сокол» занял в итоге шестое место в центральной зоне класса Б, сохранив место во всесоюзном первенстве. Затем трижды «Сокол» пытался выйти в класс А, и наконец, в 1984 году, достиг своей цели. Наступил новый этап. Команда выиграла финальный турнир коллективов физкультуры в Брянске и получила путевку во вторую лигу чемпионата страны. Сокол перешагнул ещё через ступеньку и стал участником Чемпионата СССР во второй лиге класса «А». Но чтобы выступать в этом статусе, требовалось иметь хоккейный корт с искусственным покрытием и свою детско-юношескую спортшколу. Новый спортивный объект был введен в эксплуатацию в 1985 году. Позднее появились стены и крыша, что превратило площадку с искусственным покрытием в единственный в Чувашии ледовый дворец. Начала функционировать и спортшкола.
С тех пор «Сокол» — бессменный участник чемпионатов СССР, СНГ, России. В 1990 году «Сокол», выиграв переходные матчи с «Рубином» (Тюмень), стал участником чемпионата СССР среди команд 1 лиги. Но первый сезон в 1 лиге оказался и последним: из-за распада СССР.

### 1992 — 2020
С 1992 года «Сокол» — пробовал сначала во второй лиге Б, затем в РХЛ и ВХЛ-Б, в ЮХЛ. За этот период показал результаты в турнирной таблице ниже среднего. Более ста игроков надевали форму «Сокола» проводившие в основном не более двух сезонов и состоял из начинающих игроков или не закрепившихся в других клубах. Некоторые из них впоследствии выступали в таких ведущих российских командах, как «Ак Барс» (Казань), «Торпедо» (Нижний Новгород), «Химик» (Воскресенск), «Авангард» (Омск). Хоккеисты более 60 городов побывали в Новочебоксарске на встречах с «Соколом».
Сезон 2009/2010 являлся 36-м по счету для «Сокола». В сезоне-2008/2009 «Сокол» занял 5 место из 15 команд юношеского хоккея, в регулярном чемпионате (139 очков), а в плей-офф дошёл до полуфинала и в четвёртый раз выиграл бронзовые медали.
16 и 17 марта 2010 года «Сокол» провёл 2 товарищеских матча с американской студенческой командой «Либерти Флеймс» из штата Виргиния. Первый матч завершился со счётом 5:4 в пользу «Либерти», во втором матче победу одержал «Сокол» — 6:5 (по буллитам).
Команда выступала в чемпионате Чувашской Республики, в чемпионате СССР (классе «Б»), второй лиге чемпионата СССР, Открытом чемпионате СНГ, элитной лиге, высшей лиге, открытом первенстве России, открытом чемпионате России. До сезона 2015/16 включительно выступал в первенстве Высшей хоккейной лиги.
В 2016 году команда мастеров была расформирована. В 2016 году команда представлена в ЮХЛ, финансирование в городе Новочебоксарск не позволило содержать команду во взрослом хоккее. 12 июля 2016 года по инициативе Главы Чувашской Республики Михаила Игнатьева и при поддержке руководства города Чебоксары приняли решение о создании муниципальной хоккейной команды в Чебоксарах. В итоге 29 июля 2016 года на базе ДЮСШ «Спартак» был создан Хоккейный клуб «Чебоксары», который в сезоне 2016/17 заявился в Первенстве Высшей хоккейной лиги. Руководством «Чебоксар» особенно подчёркивалось, что команда является абсолютно новой и не является преемником «Сокола». Потерявший команду мастеров, представлявшую чувашский хоккей в чемпионатах страны на протяжении 40 лет, «Сокол» был вынужден заявиться в чемпионат Чувашии.

### С 2020
Идея создания молодежной команды «Сокол» была озвучена 23 июня 2020 года на церемонии открытия регионального центра по хоккею. Через месяц команда была сформирована, и подана заявка на участие в Первенстве НМХЛ. В сезоне 2020-2021 года участвовала в первенстве Национальной молодежной хоккейной лиги. В ряды молодежного «Сокола» встали выпускники местных спортивных школ 2000-2003 годов рождения. Наставниками команды были назначены тренеры СШОР № 4 Юрий Салканов и тренер вратарей Ростислав Мухарев.
После подписания пробных контрактов и прохождения медицинского осмотра молодежный «Сокол» приступил к тренировочному процессу. На просмотр были приглашены порядка двух десятков хоккеистов в возрасте от 17 до 20 лет, окончательно состав команды был сформирован накануне официальной заявки в Федерации хоккея России. Игроки клуба являются учащимися спортивной школы олимпийского резерва № 4 Минспорта Чувашии. 
29 июля 2020 года в ледовом дворце «Сокол» города Новочебоксарска прошла презентация молодежной хоккейной команды «Сокол», созданной на базе СШОР № 4. 26 сентября в ледовом дворце «Сокол» в Новочебоксарске спортсмены сыграли свой первый матч сезона 2020/2021. Первым соперником новочебоксарцев стала команда «Белгород». Матч прошел без зрителей.
Оплата труда спортсменов до 2022 года велась за счет спонсорских средств. Зарплату игроки молодежной хоккейной команды «Сокол» с 2022 года получают за счет средств бюджета Чувашской Республик.

## Главные тренеры команды

### ХК «Сокол»
- 1974—1977: Владимир Иванович Лащенов
- 1978—1981: Владимир Генрихович Бабушкин
- 1981—1984: Борис Анатольевич Топлянников
- 1985—1988: Геннадий Владимирович Халецкий
- 1988—1988: Александр Николаевич Фролов
- 1988—1989: Юрий Аркадьевич Савцилло
- 1989—1993: Николай Дмитриевич Соловьев
- 1994—1996: Сергей Иванович Потайчук
- 1997—1999: Борис Анатольевич Топлянников
- 2000—2001: Валерий Михайлович Додаев
- 2001—2009: Олег Владимирович Салтыков
- 2009—2010: Александр Владимирович Протапович

### МХК «Сокол»
- 2020: Салканов Юрий Иванович[10]
- 2020—2021: Нуржанов Сергей Зинуллович[11]
- 2022: Карп Егор Валерьевич
- 2023: Протапович Александр Владимирович
- 2023 - ... : Карп Егор Валерьевич

## Собственник
Собственником МХК «Сокол» является Общественная организация г. Новочебоксарска «Хоккейно-спортивный клуб «Сокол», зарегистрированная 9 августа 2001 года по адресу: Чувашская Республика, г. Новочебоксарск, ул. Терешковой, д. 18а. Руководитель с 15 августа 2011 года — Салтыков Олег Владимирович. ИНН 2124018734, ОГРН 1022100001230.

## Статистика

### Посезонная статистика
Сокращения: И = сыгранные матчи в регулярном чемпионате, В = победы, П = поражения, Н = ничьи, ВО = победы в овертаймах, ПО = поражения в овертаймах, Очк = очки, ШЗ = забитые шайбы, ШП = пропущенные шайбы
| Сезон   | Игр | В  | ВО | ПО | П  | Н  | Очк | ШЗ  | ШП  | Финиш                         | Плей-офф (до 1992-93 Кубок РСФСР)    |
| 1979-80 | 28  | 20 | -- | -- | 3  | 5  | 43  | 190 | 84  | 2 в классе «Б» (II зона)СССР  | Финал (за выход в класс «А») 4 место |
| 1980-81 | 28  | 16 | -- | -- | 3  | 9  | 35  | 113 | 76  | 2 в классе «Б» (II зона)СССР  | -                                    |
| 1981-82 | 28  | 21 | -- | -- | 2  | 5  | 44  | 146 | 85  | 1 в классе «Б» (II зона)СССР  | Финал (за выход в класс «А») 5 место |
| 1982-83 | 40  | 40 | -- | -- | -- | -- | 80  | 375 | 48  | 1 в Чемпионате ЧАССР          | Кубок ВДФСО 2 место                  |
| 1983-84 | 38  | 38 | -- | -- | -- | -- | 76  | 328 | 62  | 1 в Чемпионате ЧАССР          | Кубок ВДФСО 1 место                  |
| 1984-85 | 52  | 11 | -- | -- | 38 | 3  | 25  | 165 | 302 | 13 во II лиге(Запад)СССР      | -                                    |
| 1985-86 | 66  | 28 | -- | -- | 31 | 7  | 63  | 223 | 242 | 5 во II лиге (Запад) СССР     | -                                    |
| 1986-87 | 68  | 33 | -- | -- | 25 | 10 | 31  | 131 | 156 | 9 в I лиге (Запад) СССР       | -                                    |
| 1987-88 | 68  | 39 | -- | -- | 27 | 2  | 80  | 272 | 205 | 3 во II лиге (Турнир 10) СССР | -                                    |
| 1988-89 | 68  | 47 | -- | -- | 21 | 7  | 79  | 305 | 196 | 6 во II лиге(2-я зона)СССР    | 1/2 финала, «Металлург», 3 место     |
| 1989-90 | 66  | 32 | -- | -- | 19 | 15 | 79  | 252 | 197 | 4 во II лиге (Запад) СССР     | 1/2 финала, «Трактор», 3 место       |
| 1990-91 | 68  | 46 | -- | -- | 15 | 7  | 99  | 303 | 200 | 2 во II лиге (Запад) СССР/СНГ | -                                    |
| 1991-92 | 80  | 33 | -- | -- | 39 | 8  | 74  | 226 | 261 | 9 в I лиге (Запад) СССР/СНГ   | -                                    |
| 1992-93 | 48  | 18 | -- | -- | 25 | 5  | 41  | 150 | 195 | 5 в Высшей лиге(Пов.-Урал)    | 1/8 финала, «Дизелист»               |
| 1993-94 | 48  | 18 | -- | -- | 25 | 5  | 41  | 150 | 195 | 10 в Элитной лиге (МХЛ)       | Не вышла в плей-офф                  |
| 1994-95 | 52  | 26 | -- | -- | 21 | 5  | 57  | 176 | 152 | 7 в I лиге Центр-Поволжье     | Не вышла в плей-офф                  |
| 1995-96 | 28  | 10 | -- | -- | 17 | 1  | 21  | 75  | 112 | 6 в I лиге Поволжье           | Не вышла в плей-офф                  |
| 1996-97 | 28  | 16 | -- | -- | 9  | 3  | 35  | 113 | 77  | 2 в I лиге Поволжье           | 1/4 финала, «Нефтехимик-2»           |
| 1997-98 | 60  | 24 | -- | -- | 24 | 12 | 60  | 162 | 170 | 7 в I лиге Поволжье           | Не вышла в плей-офф                  |
| 1998-99 | 24  | 1  | -- | -- | -- | 22 | 1   | 59  | 135 | 7 в I лиге Поволжье           | Не вышла в плей-офф                  |
| 1999-00 | 16  | 5  | 1  | 1  | -- | 9  | 18  | 82  | 86  | 4 в Чемпионате Чувашии        | --                                   |
| 2000-01 | 64  | 36 | 3  | 1  | 20 | -- | 119 | 263 | 179 | 2 в I лиге Поволжье           | 1/4 финала, «Лада-2»                 |
| 2001-02 | 72  | 39 | 6  | 3  | 24 | -- | 140 | 238 | 222 | 4 в I лиге Поволжье           | Финал, «Лада-2», 2 место             |
| 2002-03 | 64  | 26 | 7  | 3  | 28 | -- | 95  | 186 | 191 | 7 в I лиге Поволжье           | 1/4 финала, «Лада-2»                 |
| 2003-04 | 64  | 32 | 7  | 5  | 20 | -- | 115 | 230 | 167 | 6 в I лиге Поволжье           | 1/4 финала, «Лада-2»                 |
| 2004-05 | 72  | 39 | 6  | 6  | 27 | -- | 129 | 247 | 194 | 5 в I лиге Поволжье           | 1/2 финала, «Ариада», 3 место        |
| 2005-06 | 79  | 46 | 5  | 8  | 20 | -- | 148 | 322 | 200 | 3 в I лиге Поволжье           | 1/2 финала, «Газпром», 3 место       |
| 2006-07 | 84  | 41 | 9  | 27 | 8  | -- | 141 | 251 | 255 | 4 в I лиге Поволжье           | 1/2 финала, «Газпром», 3 место       |
| 2007-08 | 80  | 32 | 9  | 6  | 33 | -- | 114 | 265 | 242 | 11 в I лиге Поволжье          | Не вышла в плей-офф                  |
| 2008-09 | 80  | 39 | 4  | 4  | 28 | -- | 139 | 265 | 217 | 5 в I лиге Поволжье           | 1/2 финала, «ОГУ-2», 3 место         |
| 2009-10 | 68  | 22 | 3  | 5  | 35 | -- | 92  | 203 | 236 | 6 в I лиге Поволжье           | 1/4 финала, «Нефтяник-2»             |
| 2014/15 | 48  | 16 | 5  | 2  | 25 | -  | 60  | 171 | 216 | 7-е место в РХЛ               | Проиграли в 1/4 финала: 0:3 (Ростов) |
| 2015/16 | 44  | 15 | 2  | 2  | 24 | 0  | 54  | 143 | 171 | 8-е место в Первенстве ВХЛ    | Не вышли в плей-офф                  |

### Индивидуальные рекорды
- Наибольшее количество голов в сезоне: А. Фаткуллин, 59 (1990-91)
- Наибольшее количество передач в сезоне: А. Мусакаев, 51 (2005-06)
- Наибольшее количество очков в сезоне: М. Дворниченко, 94 (2005-06)
- Наибольшее количество очков, набранных в сезоне защитником: Л. Насыбуллин, 39 (2004-05)
- Наибольшее количество очков, набранных в сезоне новичком: А. Фаткуллин 77 (1988-89)

### Лучшие бомбардиры «Сокола» по системе «гол+пас»
По состоянию на 2 октября 2009 года
| Игрок          | Очки (гол+пас) | Сезоны  |
| -------------- | -------------- | ------- |
| М. Дворниченко | 94 (49+45)     | 2005/06 |
| А. Фаткуллин   | 85 (59+26)     | 1990/91 |
| М. Гусаров     | 81 (31+50)     | 2007/08 |
| В.Синицын      | 79 (56+22)     | 1990/91 |
| А. Фаткуллин   | 77 (47+30)     | 1988/89 |
| Е. Таранов     | 75 (25+50)     | 2003/04 |
| С. Цицаров     | 73 (33+40)     | 2007/08 |
| А. Мусакаев    | 72 (21+51)     | 2005/06 |
| А. Ротанов     | 69 (44+25)     | 1988/89 |

## Клубные цвета
| Чёрный | Белый | Красно-Оранжевый |